# Campionati del mondo di atletica leggera 2011 - Marcia 20 km femminile
La specialità della marcia 20 km femminile ai campionati del mondo di atletica leggera 2011 si è svolta il 31 agosto 2011, a Taegu in Corea del Sud. La gara è iniziata alle 9:00 ed è partita ed arrivata presso il Gukchae - bosang Memorial Park.
Originariamente le russe Ol'ga Kanis'kina e Anisja Kirdjapkina, giunte rispettivamente prima e terza al traguardo, avevano ottenuto la medaglia d'oro e di bronzo, ma i loro premi sono stati revocati dalla IAAF, poiché entrambe risultate positive alle analisi antidoping. Le medaglie sono quindi state riattribuite a Liu Hong (oro), Elisa Rigaudo (argento) e Qieyang Shenjie (bronzo).

## Podio
| Posizione | Atleta          | Nazione |
| --------- | --------------- | ------- |
| Oro       | Liu Hong        | Cina    |
| Argento   | Elisa Rigaudo   | Italia  |
| Bronzo    | Qieyang Shenjie | Cina    |

## Classifica
| Class   | Atleta                   | Nazione       | Tempo    | Note                                     |
| ------- | ------------------------ | ------------- | -------- | ---------------------------------------- |
| dq      | Olga Kaniskina           | Russia        | 1h29'42" | dq                                       |
| Oro     | Liu Hong                 | Cina          | 1h30'00" |                                          |
| dq      | Anisya Kirdyapkina       | Russia        | 1h30'13" | dq                                       |
| Argento | Elisa Rigaudo            | Italia        | 1h30'44" | Miglior prestazione personale stagionale |
| Bronzo  | Qieyang Shenjie          | Cina          | 1h31'14" |                                          |
| 4       | Susana Feitor            | Portogallo    | 1h31'26" |                                          |
| 5       | Ana Cabecinha            | Portogallo    | 1h31'36" |                                          |
| 6       | Kristina Saltanovič      | Lituania      | 1h31'40" | Miglior prestazione personale stagionale |
| 7       | Beatriz Pascual          | Spagna        | 1h31'46" |                                          |
| 8       | Inês Henriques           | Portogallo    | 1h32'06" |                                          |
| 9       | Vera Sokolova            | Russia        | 1h32'13" |                                          |
| dq      | Olena Shumkina           | Ucraina       | 1h32'17" | dq                                       |
| 10      | María Vasco              | Spagna        | 1h32'42" |                                          |
| 11      | Ni Gao                   | Cina          | 1h32'49" |                                          |
| 12      | Regan Lamble             | Australia     | 1h33'38" |                                          |
| 13      | Olive Loughnane          | Irlanda       | 1h34'02" |                                          |
| 14      | Tatiana Mineeva          | Russia        | 1h34'08" |                                          |
| 15      | Nastassia Yatsevich      | Bielorussia   | 1h34'09" |                                          |
| 16      | Jamy Franco              | Guatemala     | 1h34'36" |                                          |
| 17      | Kumi Otoshi              | Giappone      | 1h34'37" |                                          |
| 18      | Claire Tallent           | Australia     | 1h34'46" |                                          |
| 19      | Mayumi Kawasaki          | Giappone      | 1h35'03" |                                          |
| 20      | Johanna Jackson          | Gran Bretagna | 1h35'32" |                                          |
| 21      | Nadiia Borovska-Prokopuk | Ucraina       | 1h35'38" |                                          |
| 22      | Lucie Pelantová          | Rep. Ceca     | 1h35'45" |                                          |
| 23      | Yong-eun Jeon            | Corea del Sud | 1h35'52" | Miglior prestazione personale stagionale |
| 24      | Claudia Ștef             | Romania       | 1h36'55" |                                          |
| 25      | Agnese Pastare           | Lettonia      | 1h37'48" |                                          |
| 26      | Brigita Virbalyté        | Lituania      | 1h38'39" |                                          |
| 27      | Maria Michta             | Stati Uniti   | 1h38'54" |                                          |
| 28      | Maria Czaková            | Slovacchia    | 1h39'07" |                                          |
| 29      | Arabelly Orjuela         | Colombia      | 1h39'28" |                                          |
| 30      | Ingrid Hernández         | Colombia      | 1h39'53" |                                          |
| 31      | Zuzana Schindlerová      | Rep. Ceca     | 1h39'57" |                                          |
| 32      | Marie Polli              | Svizzera      | 1h40'28" |                                          |
| 33      | Milángela Rosales        | Venezuela     | 1h40'49" |                                          |
| 34      | Rachel Lavallée Seaman   | Canada        | 1h43'31" |                                          |
| 35      | Grace Wanjiru Njue       | Kenya         | 1h43'59" |                                          |
| 36      | Yadira Guamán            | Ecuador       | 1h45'15" |                                          |
| 37      | Chaima Trabelsi          | Tunisia       | 1h46'29" |                                          |
| dq      | Claudia Balderrama       | Bolivia       | dq       |                                          |
| dq      | María José Poves         | Spagna        | dq       |                                          |
| dq      | Viktória Madarász        | Ungheria      | dq       |                                          |
| dq      | Neringa Aidietyte        | Lituania      | dq       |                                          |
| dq      | Maria Guadalupe Sánchez  | Messico       | dq       |                                          |
| dq      | Olga Iakovenko           | Ucraina       | dq       |                                          |
| dnf     | Sabine Krantz            | Germania      | dnf      |                                          |
| dnf     | Melanie Seeger           | Germania      | dnf      |                                          |
| dnf     | Masumi Fuchise           | Giappone      | dnf      |                                          |
| dnf     | Semiha Mutlu             | Turchia       | dnf      |                                          |